# Parasarcophaga saputaraensis
Parasarcophaga saputaraensis är en tvåvingeart som beskrevs av Nandi 1992. Parasarcophaga saputaraensis ingår i släktet Parasarcophaga och familjen köttflugor.
Artens utbredningsområde är Gujarat (Indien). Inga underarter finns listade i Catalogue of Life.